# Freeman Tilden

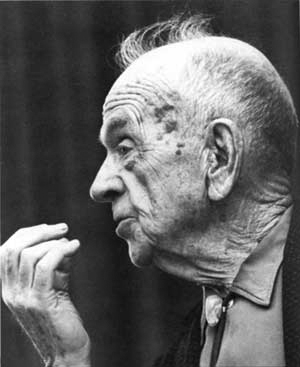
Freeman Tilden

Freeman Tilden (* 22. August 1883 in Malden (Massachusetts); † 13. Mai 1980 in Warren (Maine)) war ein US-amerikanischer Schriftsteller und Journalist. Er gilt als Begründer der Natur- und Kulturinterpretation.

## Leben
Freeman Tilden wird 1883 als achtes von insgesamt neun Kindern von Millicent Tilden in Warren (Maine) nördlich von Boston geboren. Tildens Vater Samuel ist Herausgeber der Boston Transcript. Er führt den jungen Freeman früh an die Literatur heran, so dass dieser schon als Kind Freude am Schreiben und Rezitieren findet und die Familie mit längeren Shakespeare-Passagen beglückt. Er erhält Privatunterricht und kann mit 14 Jahren erste Beiträge für die Zeitung seines Vaters beisteuern.
Nachdem Freeman Tilden die High School abgeschlossen hat, ist es der Wunsch seines Vaters, dass er die Harvard-Universität besucht. Stattdessen reist er aber ausgiebig, eignet sich dabei mehrere Fremdsprachen an und wird Auslandskorrespondent verschiedener größerer Zeitungen. In diesem Zusammenhang lebt er u. a. einige Jahre in London. Gleichzeitig verfasst er Kurzgeschichten und Novellen, die z. T. in Serienform in mehreren Zeitungen erscheinen sowie Gedichte und Skripte für Radiosendungen und Theaterstücke.
Auf einer Reise nach Vermont begegnet Freeman Tilden der Lehrerin Mabel Martin, die er 1909 heiratet. Das Paar zieht nach New York, aufgrund der weiterhin lebhaften Reisetätigkeit, bei der Tilden nun zeitweise von seiner Frau begleitet wird, wird jedoch keines der vier Kinder, die die Tildens haben sollen, am selben Ort geboren. Erst 1929 siedelt sich die Familie in Warner (New Hampshire) an, um fortan ein etwas steteres Leben zu führen. Ab 1939 gibt Freeman Tilden dort mit Open Door eine eigene Zeitschrift heraus, in der er sich zunehmend Naturthemen zuwendet.
1941 begegnet Freeman Tilden in New York dem Direktor des US National Park Service, Newton Drury, der das Amt 1940 übernommen und im selben Jahr den von John Muir geprägten und schon seit längerem gebräuchlichen Begriff der Natur- und Kulturinterpretation (engl. Heritage Interpretation) für die Informations- und Bildungsarbeit im Park-Service offiziell eingeführt hat. Drury zieht Tilden mit Erzählungen von den Nationalparken Yellowstone, Yosemite und Grand Canyon in seinen Bann. Tilden bereist fortan die Nationalparks und beginnt 1945, erste Beiträge für den Park-Service zu verfassen, dessen vorrangiges Ziel es zu dieser Zeit ist, die Amerikaner zum Besuch „ihrer“ Parke zu bewegen. Drury beauftragt Tilden in diesem Zusammenhang mit der Vorbereitung eines Buches, das diesem Ziel gerecht werden soll. The National Parks: What They Mean to You and Me erscheint 1951 und gilt bald als die beste Veröffentlichung, die bis dahin über die Nationalparks verfasst worden ist.
Tilden schreibt dort:
Es gibt Menschen, die die Nationalparke besuchen und dabei ihre wichtigste Entdeckung machen: sich selbst. Wenn sie erklären: „Ich wusste gar nicht, dass es so schöne und interessante Orte gibt!“, dann meinen sie eigentlich, dass ihnen ihre Fähigkeit, Schönheit und Bedeutung wahrzunehmen, nicht bewusst war. Sie verlieben sich in die Parke – nicht ihrer herausragenden Besonderheiten, sondern ihres Wesens wegen. Sie finden dafür keine Worte, aber sie fühlen es. Sie pflegen das angenehme Hobby des abgesicherten Sich-Ausprobierens am größten aller Geheimnisse, das die Wissenschaft immer nur teilweise enthüllt: unserem Platz in der Natur. Was auch immer über dieses Geheimnis erfahren werden kann, es kann nur dort erfahren werden, wo hinreichend Raum vorhanden ist, um die natürlichen Vorgänge unversehrt und losgelöst vom Zwang der Nützlichkeit zu bewahren.
Tilden lässt hier schon erahnen, was er für die Arbeit mit den Besuchern der Parke für bedeutsam hält. Neben dem Erfordernis der Bewahrung des Naturerbes sind das die direkte Bezugnahme auf die Lebenswelt der Besucher und das Aufzeigen einer tieferen Wahrheit, die in den Phänomenen steckt, und die es zu enthüllen gilt.
Die Schönheit der nordamerikanischen Naturlandschaften beeindruckt Freeman Tilden tief. Umso betroffener macht ihn die Feststellung, dass die Betreuung der Besucher durch den Park Service ihren Zweck weitgehend verfehlt. Die Art der Naturführung, wie sie bspw. Enos Mills zu Beginn des 20. Jh. propagiert hat, ist einem Stil gewichen, der sich zwischen spektakulärem Klamauk und verstaubten Vitrinen bewegt, und dessen Erfolg allein von der Motivation und vom Geschick der Parkranger vor Ort abhängt, für die es aber in Bezug auf die Besucherbetreuung keine Ausbildungsstandards gibt. 1952 drängt Tilden Conrad Wirth, der seit 1951 als Direktor des National Park Service tätig ist, eine Studie zur Interpretation in Auftrag zu geben. Wirth erkennt deren Notwendigkeit, und nachdem die Mittel bewilligt sind, beauftragt er Tilden damit, die grundlegenden Prinzipien für die Natur- und Kulturinterpretation in den Parken zu formulieren. Tilden unternimmt erneut mehrere Reisen und hält sich u. a. längere Zeit im Castillo de San Marcos National Monument in Florida auf, um dort selbst Interpretationsgänge durchzuführen und so eigene praktische Erfahrungen in der Arbeit mit Besuchern zu sammeln. Als Ergebnis seiner Studien legt er 1957 in seinem Buch Interpreting Our Heritage eine Definition sowie sechs Prinzipien der Interpretation vor. Zu diesem Zeitpunkt ist Freeman Tilden 74 Jahre alt.
Interpreting Our Heritage wird zur Grundlage der systematischen Fortentwicklung der Informations- und Bildungsarbeit des Park Service in den sechziger Jahren des 20. Jh. Tilden wird 1962 für seine Verdienste mit der Pugsley-Medaille ausgezeichnet, die an Persönlichkeiten verliehen wird, die sich um den Naturschutz und um die Parke in den USA besonders verdient gemacht haben.
Im selben Jahr stirbt Mabel Tilden. Freeman Tilden lebt zunächst für einige Zeit bei der Familie seines Sohnes Paul in der Nähe von Washington D.C., kehrt dann aber in den Norden zurück, wo er in Warren (Maine) einen Hof kauft. Dort verfasst er The State Parks und Following the Frontier und ist in dem von ihm mit aufgebauten Trainingszentrum des Park Service für Interpretationsranger in Harpers Ferry (West Virginia) regelmäßig als Referent tätig.
1970 unternimmt Freeman Tilden noch einmal eine elfmonatige Reise durch die Parke, um George Hartzog, der seit 1964 Direktor des Park Service ist, in Bezug auf den Umgang mit der Energiekrise zu beraten.
1980 stirbt Freeman Tilden im Alter von 96 Jahren auf seinem Hof in Warren (Maine).
Der US National Park Service ruft 1982 den Freeman Tilden-Preis ins Leben, der seither jährlich für herausragende Leistungen auf dem Gebiet der Natur- und Kulturinterpretation vergeben wird. Tildens Buch Interpreting Our Heritage wird 2008 zum vierten Mal aufgelegt und gilt auch mehr als fünfzig Jahre nach seinem ersten Erscheinen als unverzichtbare Einstiegsliteratur in die Natur- und Kulturinterpretation.

## Leistungen
Freeman Tilden hat in seinem Hauptwerk Interpreting Our Heritage Natur- und Kulturinterpretation erstmals definiert und mit Prinzipien untersetzt. Er hat die Ausbildungsgrundlagen für die Natur- und Kulturinterpreten im US National Park Service (Interpretive Ranger) geschaffen.
Es ist Tildens Verdienst, dass im Park Service eine eigenständige Abteilung für Interpretation eingerichtet sowie ein Trainingszentrum für Interpretationsranger (Stephen T. Mather Training Center) und ein Gestaltungszentrum für Interpretationsmedien (Harpers Ferry Center) aufgebaut wurden.
In der Konsequenz hat Interpretation als Studienfach an mehreren Universitäten in den USA Einzug gehalten. Nicht nur weitere Bundesbehörden wie der US Forest Service, das Bureau of Land Management oder der Fish & Wildlife Service, sondern auch zahlreiche State Parks, Zoos, Botanische Gärten und (Freilicht)museen haben das Konzept übernommen.
Seit 1973 hat sich Interpretation zum international am weitesten verbreiteten Konzept der Informations- und Bildungsarbeit in besucherorientierten Einrichtungen entwickelt. In den Verbänden der Natur- und Kulturinterpretation sind heute weltweit mehr als 7000 Mitglieder organisiert.

## Werke
- Interpreting Our Heritage. University of North Carolina Press, Chapel Hill 1957
- Interpreting Our Heritage. 4. Auflage. University of North Carolina Press, Chapel Hill 2008
- The National Parks - What They Mean to You and Me. Alfred A. Knopf, New York 1951
- The State Parks – Their Meaning in American Life. Alfred A. Knopf, New York 1962
- Following the Frontier with F. Jay Haynes. Alfred A. Knopf, New York 1964
- Mr. Podd. The Macmillan Company, New York 1923
- The Spanish Prisoner. Doubleday Doran, New York 1928